# Kaunissaari
Kaunissaari (Fagerö in svedese) è un'isola dell'arcipelago di Kotka, in Finlandia, appartenente al comune di Pyhtää. L'isola è composta principalmente da spiagge sabbiose e la vegetazione è composta principalmente di pini. Il nome dell'isola in finlandese significa letteralmente "isola bella".

## Storia
Le più antiche tracce di presenza umana risalgono al periodo intorno al 1560, a cui risalgono i resti di un'antica chiesa ritrovata nell'isola. Nell'isola vi erano tre installazioni dedicate alla pesca, abbandonate successivamente al termine del XVI secolo.
L'isola fu nuovamente abitata dal 1613 al 1617. Nel 1642 una famiglia di Virolahti si trasferì a Kaunissaari, e dal quel momento l'isola è stata ininterrottamente abitata, con l'eccezione del periodo di carestia al termine del XIX secolo e nei periodi di guerra.

### Dal 1900
Il nuomero di abitanti è salito velocemente dall'inizio del XX secolo fino al termine degli anni quaranta. Prima della seconda guerra mondiale il numero degli abitanti era di circa 150 e nel 1950 erano saliti a 241. A partire dagli anni sessanta la popolazione ha iniziato a decrescere rapidamente, se si considera che già negli anni settanta vi abitavano 37 persone. Oggigiorno solo 5-10 persone vi abitano tutto l'anno.
Il periodo di forte crescita dell'isola portò alla nascita di molti bambini, e una scuola venne costruita già nel 1901. La scuola funzionava anche come centro di incontro per le attività del villaggio. Nel 1965 il numero di bambini si era così ridotto, che le lezioni vennero definitivamente soppresse.
Kaunissaari venne collegata alla rete elettrica nel 1982 e alle tubature idriche nel 1989. Nel 1988 vennero aperti un supermercato e una caffetteria. L'attuale porticciolo venne costruito al termine degli anni novanta, a causa del grande incremento di turisti nell'isola.

## Il villaggio dei pescatori
Nella parte meridionale dell'isola è presente un villaggio dei pescatori, in cui le costruzioni più antiche risalgono al termine del XIX secolo.

## Natura
Kaunissaari è una collina morenica ricoperta principalmente da pini. Le coste sono costituite da spiagge sabbiose nella parte settentrionale e orientale.

## Turismo

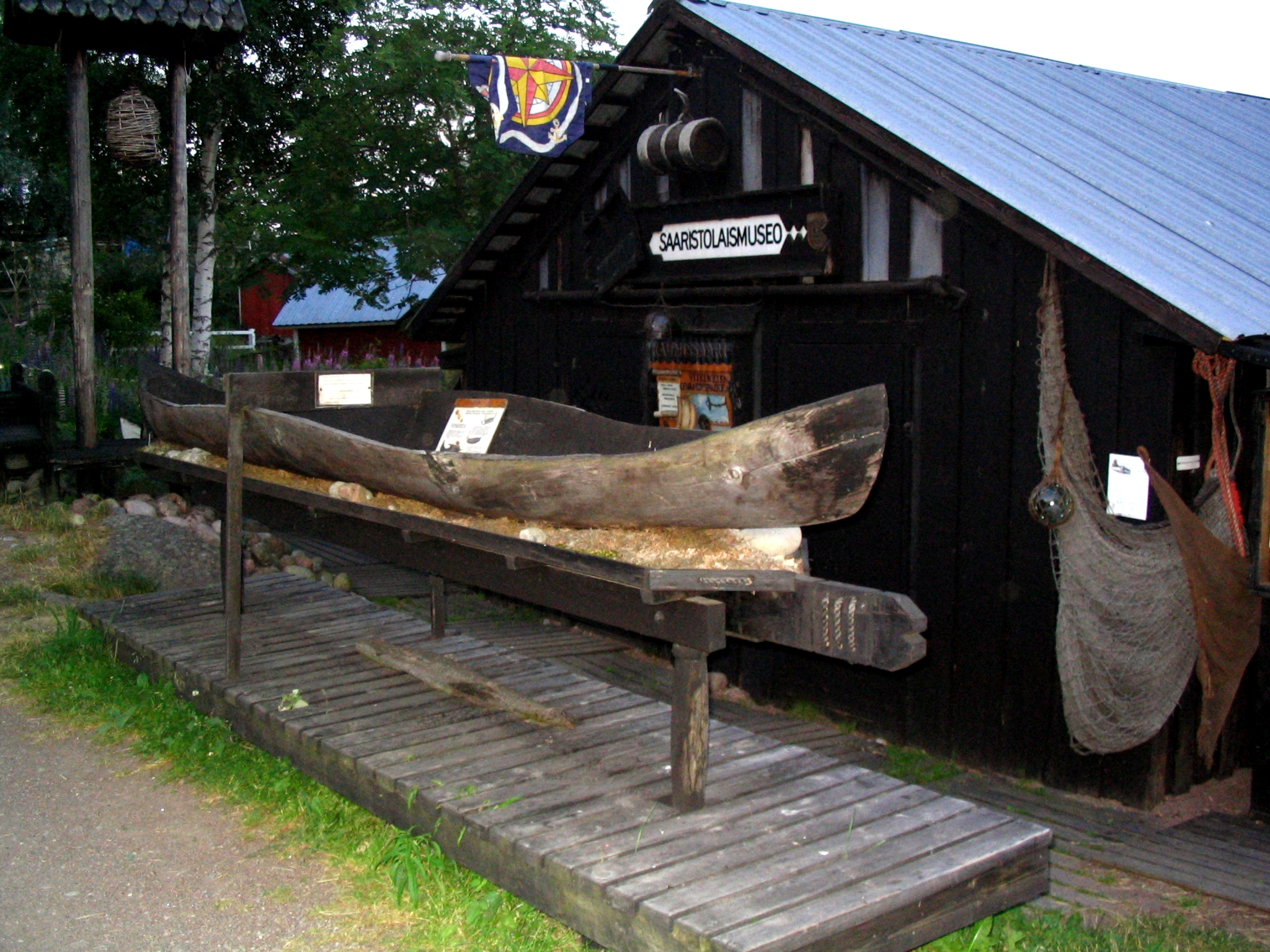
Il museo degli isolani

Il villaggio dei pescatori e le spiagge di Kaunissari sono le principali attrazioni per i turisti. L'isola è la principale meta turistica marina degli abitanti della regione finlandese del Kymenlaakso, soprattutto nel periodo di juhannus (intorno al solstizio d'estate).
Durante l'estate è presente un trasporto marittimo giornaliero con Kotka, e con Pyhtää il martedì, il mercoledì e la domenica.
Nell'isola, oltre a un supermercato e una caffetteria, sono presenti un ristorante e il saaristolaismuseo, letteralmente il museo degli isolani. È inoltre possibile affittare cottage in legno, e anche la vecchia scuola può essere affittata a piccoli gruppi di viaggiatori.